# Twenty20 Cup 2022
Der Twenty20 Cup 2022 (aus Sponsoringgründen als Vitality Blast bezeichnet, oft auch nur T20 Blast) war die 20. Saison der englischen Twenty20-Meisterschaft, die vom 25. Mai bis zum 16. Juli 2022 ausgetragen wurde. Im Finale konnte sich die Hampshire Hawks gegen die Lancashire Lightning mit 1 Run durchsetzen.

## Format
Die 18 First-Class-Counties wurden nach regionalen Gesichtspunkten in zwei Gruppen mit jeweils neun Mannschaften aufgeteilt. In dieser Gruppenphase spielte jede Mannschaft einer Gruppe jeweils zweimal gegen jedes der anderen Teams. Nach dessen Abschluss qualifizierten sich die ersten vier einer Gruppe für die Viertelfinale. Die Halbfinale wird dann zusammen mit dem Finale, vermarktet als Finals Day, an einem Tag in Birmingham ausgetragen.

## Kaderlisten
Die Teams benannten die folgenden Kader. Dabei durfte jedes Team drei Spieler in eine Startaufstellung übernehmen die als Überseespieler gewertet wurden.
| Twenty20 | Twenty20 | Twenty20 | Twenty20 | Twenty20 | Twenty20 |
| Birmingham Bears | Derbyshire Falcons | Durham | Essex Eagles | Glamorgan | Gloucestershire |
| --- | --- | --- | --- | --- | --- |
| - Carlos Brathwaite (K) - Will Rhodes - Chris Benjamin - Jacob Bethell - Danny Briggs - Ethan Brookes - Henry Brookes - Michael Burgess - Alex Davies - George Garrett - Sam Hain - Oliver Hannon-Dalby - Adam Hose - Manraj Johal - Matt Lamb - Jake Lintott - Nathan McAndrew - Craig Miles - Dan Mousley - Liam Norwell - Dominic Sibley - Paul Stirling - Olly Stone - Robert Yates - Chris Woakes                                             | - Shan Masood (K) - Ban Aitchison - Harry Came - Michael Cohen - Cam Connors - Anuj Dal - Billy Godleman - Brooke Guest - Alex Hughes - Suranga Lakmal - Wayne Madsen - Mattie McKiernan - Dustin Melton - Leus du Plooy - Nick Potts - Luis Reece - George Scrimshaw - Alex Thomson - Mark Watt - Tom Wood                                              | - Ashton Turner (K) - David Bedingham - Jack Burnham - Jonathan Bushnell - Jack Campbell - Brydon Carse - Graham Clark - Paul Coughlin - Harry Crewshaw - Sean Dickson - Luke Doneathy - George Drissell - Ned Eckersley - Oliver Gibson - Michael Jones - Alex Lees - Tom Mackintosh - Matty Potts - Ben Raine - Ollie Robinson - Chris Rushworth - Matt Salisbury - Ben Stokes - Liam Trevaskis - Mark Wood         | - Simon Harmer (K) - Ben Allison - Aaron Beard - Nick Browne - Will Buttleman - Alistair Cook - Sam Cook - Matt Critchley - Robin Das - Feroze Khushi - Dan Lawrence - Michael Pepper - Eshun Kalley - Aron Nijjar - Jack Plom - Jamie Porter - Josh Rymell - Daniel Sams - Shane Snater - Paul Walter - Tom Westley - Adam Wheater                                                                           | - David Lloyd (K) - Eddie Byrom - Lukas Carey - Kiran Carlson - Chris Cooke - Joe Cooke - Tom Cullen - Dan Douthwaite - Andy Gorvin - Timm van der Gugten - James Harris - Michael Hogan - Alex Horton - Colin Ingram - Marnus Labuschagne - James McIlroy - Michael Neser - Sam Northeast - Tegid Phillip - Billy Root - Callum Taylor - Prem Sisodiya - Andrew Slater - Ruaidhri Smith - James Weighell          | - Jack Taylor (K) - Chris Bent - James Bracey - Graeme van Buuren - Zak Chappell - Ben Charlesworth - Luke Charlesworth - Ian Cockbain - Ajeet Dale - Zafar Gohar - Dominic Goodman - Miles Hammond - Marcus Harris - Ryan Higgins - Benny Howell - Tom Lace - Paul van Meekeren - Will Naish - David Payne - Glenn Phillips - Ollie Price - Tom Price - George Scott - Naseem Shah - Josh Shaw - Ajeet Singh Dale - Tom Smith - Matt Taylor - Jared Warner - Ben Wells |
| Hampshire Hawks | Kent Spirits | Lancashire Lightning | Leicestershire Foxes | Middlesex | Northants Steelbacks |
| - James Vince (K) - Kyle Abbot - Toby Albert - Ben Brown - Keith Barker - Mason Crane - Scott Currie - Liam Dawson - Aneurin Donald - Nathan Ellis - James Fuller - Nick Gubbins - Ian Holland - Ben McDermott - Lewis McManus - Fletcha Middleton - Felix Organ - Harry Petrie - Tom Prest - John Turner - Joe Weatherley - Brad Wheal - Ross Whiteley - Chris Wood                                                                               | - Sam Billings (K) - Qais Ahmed - Daniel Bell-Drummond - Alex Blake - Ben Compton - Jordan Cox - Zak Crawley - Joe Denly - Nathan Gilchrist - Jack Leaning - George Linde - James Logan - Matt Milnes - Tawanda Muyeye - Marcus O’Riordan - Harry Podmore - Hamidullah Qadri - Matt Quinn - Adam Rossington - Jas Singh - Darren Stevens - Grant Stewart | - Dane Vilas (K) - James Anderson - Tom Bailey - George Balderson - George Bell - Jack Blatherwick - Josh Bohannon - Jos Buttler - Tim David - Richard Gleeson - Tom Hartley - Liam Hurt - Keaton Jennings - Rob Jones - Danny Lamb - Liam Livingstone - Jack Morley - Matt Parkinson - Phil Salt - Luke Wells - Luke Wood                                                                                            | - Colin Ackermann (K) - Rehan Ahmed - Hasan Azad - Ed Barnes - Sam Bates - Nathan Bowley - Will Davis - Harry Dearden - Alex Evans - Sam Evans - Gavin Griffiths - Rahmanullah Gurbaz - Lewis Hill - Vikai Kelley - Arron Lilley - Naveen-ul-Haq - Callum Parkinson - Rishi Patel - George Rhodes - Abi Sakande - Tom Scriven - Scott Steel - Harry Swindells - Roman Walker - Nick Welch - Chris Wright      | - Tim Murtagh (K) - Martin Andersson - Ethan Bamber - Jason Behrendorff - Joe Cracknell - Blake Cullen - Jack Davies - Josh de Caires - Stephen Eskinazi - Toby Greatwood - Chris Green - Max Harris - Tom Helm - Max Holden - Luke Hollman - Ishaan Kaushal - Eoin Morgan - Daniel O’Driscoll - Sam Robson - Toby Roland-Jones - John Simpson - Mark Stoneman - Nathan Sowter - Thilan Walallawita - Robbie White | - Josh Cobb (K) - Gareth Berg - Nathan Buck - Ben Curran - Emilio Gay - Brandon Glover - Freddie Heldreich - Matthew Kelly - Rob Keogh - Simon Kerrigan - Chris Lynn - Lewis McManus - Jimmy Neesham - Luke Procter - James Sales - Ben Sanderson - Tom Taylor - Charlie Thurston - Richard Vasconcelos - Graeme White - Jack White - Saif Zaib |
| Notts Outlaws | Somerset | Surrey | Sussex Sharks | Worcestershire Rapids | Yorkshire Vikings |
| - Dan Christian (K) - Jake Ball - Stuart Broad - Sol Budinger - Matthew Carter - Zak Chappell - Joe Clarke - Ben Duckett - Joey Evison - Luke Fletcher - Alex Hales - Haseeb Hameed - Calvin Harrison - James Hayes - Brett Hutton - Lyndon James - Sammy King - Matt Montgomery - Tom Moores - Steven Mullaney - Samit Patel - Dane Paterson - Liam Patterson-White - James Pattinson - Toby Pettman - Dane Shadendorf - Fateh Singh - Ben Slater | - Tom Abell (K) - Kasey Aldridge - Sonny Baker - Tom Banton - George Bartlett - Jack Brooks - Josh Davey - Steven Davies - Lewis Goldsworthy - Ben Green - Lewis Gregory - James Hildreth - Tom Lammonby - Marchant de Lange - Jack Leach - Ned Leonard - Craig Overton - Matt Renshaw - Riley Roussouw - Ollie Sale - Peter Siddle - Will Smeed         | - Chris Jordan (K) - Gus Atkinson - Nathan Barnwell - Rory Burns - Jordan Clark - Matt Dunn - Laurie Evans - Ryan Patel - Sam Curran - Tom Curran - Ben Foakes - Ben Geddes - Will Jacks - Nicholas Kimber - Conor McKerr - Daniel Moriarty - Jamie Overton - Kieron Pollard - Ollie Pope - Tom Lawes - Sunil Narine - Nico Reifer - Jason Roy - Jamie Smith - James Taylor - Reece Topley - Amar Virdi - Dan Worrall | - Ravi Bopara (K) - Tom Alsop - Jamie Atkins - Will Beer - Jack Carson - Oli Carter - Tom Clark - James Coles - Henry Crocombe - Steven Finn - George Garton - Tom Haines - Tom Hinley - Fynn Hudson-Prentice - Sean Hunt - Dan Ibrahim - Rashid Khan - Archie Lenham - Tymal Mills - Ali Orr - Josh Phillipe - Delray Rawlins - Mohammad Rizwan - Ollie Robinson - Tim Seifert - Harrison Ward - Luke Wright | - Moeen Ali (K) - Josh Baker - Jacques Banton - Ed Barnard - Dwayne Bravo - Pat Brown - Taylor Cornall - Ben Cox - Brett D’Oliviera - Josh Dell - Tom Fell - Adam Finish - Ben Gibbon - Jack Haynes - Joe Leach - Jake Libby - Charlie Morris - Colin Munro - Dillon Pennington - Ed Pollock - Gareth Roderick - Mitchell Stanley - Josh Tongue - Matthew Waite                                                    | - David Willey - Finn Allen - Jonny Bairstow - Gary Balance - Dom Bess - Harry Brook - Ben Coad - Harry Duke - Will Fraine - George Hill - Tom Kohler-Cadmore - Dom Leech - Tom Loten - Will Luxton - Adam Lyth - Shadab Khan - Dawid Malan - Steven Patterson - Adil Rashid - Haris Rauf - Matthew Revis - Joe Root - Jack Shutt - Harry Sullivan - Josh Sullivan - Jonathan Tattersall - Jordan Thompson - Matthew Waite - James Wharton                              |

## Gruppenphase

### North Group
Tabelle
Der Stand der Tabelle der North Group zum Ende der Gruppenphase.
| North Group           | Sp. | S | N  | U | NR | P  | NRR    |
| --------------------- | --- | - | -- | - | -- | -- | ------ |
| Birmingham Bears      | 14  | 9 | 5  | 0 | 0  | 18 | +1.210 |
| Lancashire Lightning  | 14  | 8 | 4  | 1 | 1  | 18 | +0.432 |
| Derbyshire Falcons    | 14  | 9 | 5  | 0 | 0  | 18 | +0.054 |
| Yorkshire Vikings     | 14  | 7 | 6  | 1 | 0  | 15 | +0.726 |
| Notts Outlaws         | 14  | 7 | 6  | 0 | 1  | 15 | +0.058 |
| Leicestershire Foxes  | 14  | 8 | 6  | 0 | 0  | 16 | +0.058 |
| Northants Steelbacks  | 14  | 6 | 6  | 0 | 2  | 14 | –0.040 |
| Durham                | 14  | 3 | 10 | 0 | 1  | 7  | –0.642 |
| Worcestershire Rapids | 14  | 2 | 11 | 0 | 1  | 5  | –1.807 |

### South Group
Tabelle
Der Stand der Tabelle der North Group zum Ende der Gruppenphase.
| North Group     | Sp. | S  | N  | NR | P  | NRR    |
| --------------- | --- | -- | -- | -- | -- | ------ |
| Surrey          | 14  | 10 | 3  | 1  | 21 | +0.630 |
| Somerset        | 14  | 10 | 4  | 0  | 20 | +0.630 |
| Essex Eagles    | 14  | 9  | 4  | 1  | 19 | +0.881 |
| Hampshire Hawks | 14  | 9  | 5  | 0  | 18 | +0.198 |
| Gloucestershire | 14  | 6  | 6  | 2  | 14 | +0.022 |
| Glamorgan       | 14  | 5  | 7  | 2  | 12 | –0.154 |
| Sussex Sharks   | 14  | 4  | 10 | 0  | 8  | –0.391 |
| Middlesex       | 14  | 4  | 10 | 0  | 8  | –0.981 |
| Kent Spirits    | 14  | 3  | 11 | 0  | 6  | –0.670 |

## Playoffs

### Viertelfinale
| 6. Juli Scorecard | London (Oval) | Yorkshire Vikings 160-5 (20)        | – | Surrey 159-7 (20) |
|                   |               | Yorkshire Vikings gewinnt mit 1 Run |   |                   |

Surrey gewann den Münzwurf und entschied sich als Feldmannschaft zu beginnen. Als Spieler des Spiels wurde Tom Kohler-Cadmore ausgezeichnet.
| 7. Juli Scorecard | Birmingham | Hampshire Hawks 186-6 (20)           | – | Birmingham Bears 82 (13.3) |
|                   |            | Hampshire Hawks gewinnt mit 104 Runs |   |                            |

Hampshire Hawks gewann den Münzwurf und entschied sich als Schlagmannschaft zu beginnen. 
| 8. Juli Scorecard | Manchester | Essex Eagles 161-5 (20)                    | – | Lancashire Lightning 162-3 (15.4) |
|                   |            | Lancashire Lightning gewinnt mit 7 Wickets |   |                                   |

Essex Eagles gewann den Münzwurf und entschied sich als Schlagmannschaft zu beginnen. Als Spieler des Spiels wurde Steven Croft ausgezeichnet.
| 9. Juli Scorecard | Taunton | Somerset 265-5 (20)           | – | Derbyshire Falcons 74 (11.2) |
|                   |         | Somerset gewinnt mit 191 Runs |   |                              |

Derbyshire Falcons gewann den Münzwurf und entschied sich als Feldmannschaft zu beginnen. Als Spieler des Spiels wurde Rilee Rossouw ausgezeichnet.

### Halbfinale
| 16. Juli Scorecard | Birmingham | Yorkshire Vikings 204-7 (20)              | – | Lancashire Lightning 208-4 (18.4) |
|                    |            | Lancashire Lighting gewinnt mit 6 Wickets |   |                                   |

Yorkshire Vikings gewann den Münzwurf und entschied sich als Schlagmannschaft zu beginnen. Als Spieler des Spiels wurde Keaton Jennings ausgezeichnet.
| 16. Juli Scorecard | Birmingham | Hampshire Hawks 190-6 (20)          | – | Somerset 153 (19.3) |
|                    |            | Hampshire Hawks gewinnt mit 37 Runs |   |                     |

Hampshire Hawks gewann den Münzwurf und entschied sich als Schlagmannschaft zu beginnen. Als Spieler des Spiels wurde Tom Prest ausgezeichnet.

### Finale
| 16. Juli Scorecard | Birmingham | Hampshire Hawks 152-8 (20)        | – | Lancashire Lightning 151-8 (20) |
|                    |            | Hampshire Hawks gewinnt mit 1 Run |   |                                 |

Hampshire Hawks gewann den Münzwurf und entschied sich als Schlagmannschaft zu beginnen. Als Spieler des Spiels wurde Ben McDermott ausgezeichnet.